# Fêtes musulmanes
 (novembre 2020).
Si vous disposez d'ouvrages ou d'articles de référence ou si vous connaissez des sites web de qualité traitant du thème abordé ici, merci de compléter l'article en donnant les références utiles à sa vérifiabilité et en les liant à la section « Notes et références ».
L'islam observe deux fêtes musulmanes majeures, l'Aïd el-Fitr, (arabe : ʿīd al-fiṭr, عيد الفطر, fête de la rupture) qui renvoie au lendemain du dernier jour du mois sacré de Ramadan, et l'Aïd al-Adha, en arabe عيد الأضحى, « fête du sacrifice »), appelée aussi « Eïd al-Kabīr » (العيد الكبير « la grande fête ») , qui renvoie à l'histoire du prophète Abraham (Ibrahim dans le Coran). La façon d'intégrer ces fêtes dans le calendrier civil dépend des cultures, ainsi que des courants de l'islam tels que le sunnisme et le chiisme.
Toutes les fêtes musulmanes suivent le calendrier hégirien, un calendrier lunaire, et sont donc des fêtes mobiles avec une amplitude d'environ onze jours par rapport à l'année solaire. Ce calendrier peut différer, notamment entre les sunnites et les chiites.

## Evènements et fêtes religieuses

### Vendredi (Jour saint)
Le vendredi est pour les musulmans un jour aussi important que le dimanche pour les chrétiens. Il ne s'agit cependant pas d'un jour de repos dans la plupart des pays musulmans, sauf pour l'Algérie où il est le premier jour de congé (le week-end est le vendredi et le samedi) et pour l'Arabie saoudite qui observe une demi-journée de fermeture des magasins.
La prière du vendredi est une prière collective qui se tient chaque vendredi en début d'après-midi. Les plus grandes mosquées, dans lesquelles se déroulent ces prières, sont ainsi appelées des mosquées du vendredi. Pour les hommes, cette prière du vendredi est obligatoire. La prière du vendredi se caractérise par un sermon prononcé par le prédicateur, en général l'imam de la mosquée, et ce avant les deux génuflexions de la prière en tant que telle.

### Ramadan (Mois béni)
Le mois du Ramadan est un mois particulier pour les musulmans car c'est un mois de jeûne, de solidarité, de partage, de remise en cause, de pardon et de spiritualité. Le jeûne lors du mois de Ramadan fait partie des 5 piliers de l'islam. Cela consiste, entre la première lueur du jour et le coucher du soleil, à arrêter de boire, manger et avoir des relations intimes. Une fois la nuit tombée, le jeûne doit être rompu. Des facilités existent : les femmes enceintes peuvent ne pas jeûner ; les voyageurs, les malades, les jeunes enfants et les femmes ayant leurs menstruations ne jeûnent pas.
Le jour de jeûne débute par la prière rituelle très tôt le matin, suivie par un petit-déjeuner pris en famille. Pendant la journée, les musulmans essaient de penser le plus souvent possible à Allah, à réciter des du'a, prières silencieuses, et de méditer sur la façon dont ils peuvent se libérer de leurs tendances destructrices ou pécheresses. Durant ce mois, ils s'acquittent de la Fitra, une aumône aux pauvres sous forme de nourritures de base ou de dons à des organismes qui s'en chargent pour eux ; un montant équivalent à une journée de repas est attribué au nom de chaque membre de la famille, même les bébés. Ceux qui disposent de richesses doivent, après avoir ôté l'équivalent de leurs besoins de base annuels, reverser la Zakat, c'est-à-dire l'équivalent de 2.5% de ces richesses aux nécessiteux. Exemple : vous avez une épargne de 1 000 euros, vous reversez 25 euros aux nécessiteux. Le mois de Ramadan étant le mois où le Coran aurait été révélé au prophète Mahomet, sa récitation, sa compréhension et sa mise en pratique sont particulièrement conseillées.

### Laylat al-Qadr (Évènement)
Le Laylat al-Qadr ou Nuit du Destin (Arabe:لَيْلَةِ الْقَدْرِ) est l'une des nuits de la fin du mois du Ramadan considérée comme bénie chez les musulmans. C'est au cours de cette nuit que le Coran fut révélé à Mahomet par l'ange Gabriel. Cela se produit entre le 21e et le 29e jour du mois de Ramadan, jour impair soit le 21, 23, 25, 27 ou 29.

### Aïd al-Fitr  (Fête)
L'Aïd al-Fitr (arabe : ʿīd al-fiṭr, عيد الفطر, fête de la rupture), est la fête musulmane marquant la rupture du jeûne du mois de ramadan. Elle commence au coucher du soleil. Elle est célébrée tôt le lendemain, c'est-à-dire le premier jour du mois de chawwâl. Les musulmans se rassemblent alors pour faire la prière rituelle de fête. Des mets et des boissons (non alcoolisées) sont servis dans les mosquées et dans les maisons. Les enfants reçoivent cadeaux et sucreries. Il est aussi d'usage d'échanger des cadeaux en famille et avec les amis. La fête dure trois jours. Cette fête est aussi parfois appelée Aïd es-Seghir, la petite fête par opposition à l'Aïd al-Kebir, la grande fête.

### Aïd el-Adha (Fête)
Aïd el-Adha (عيد الأضحى) ou « Fête du sacrifice » est parfois appelée fête du mouton. Cette fête célèbre la foi d'Abraham qui allait sacrifier son propre fils, Ismaël, à la suite d'une vision, puis un ange lui apparut. Dieu trouvant alors véridique Abraham, l'ange lui demanda de sacrifier un mouton à la place de son fils.

### Raʼs as-Sana (Nouvel an musulman)
Le Ra's as-Sana, Nouvel an musulman ou nouvel an de l'hégire : ce passage à une nouvelle année dans le calendrier musulman est basé sur l’exil du Prophète Mahomet de La Mecque à Yathrib (Médine) qui a eu lieu en septembre 622, élément fondateur de la foi musulmane. Cette célébration est familiale et les musulmans vont rendre visite à leurs proches et se retrouvent autour d'un repas. Certains se souhaitent bonne année et s'échangent des cadeaux.

### Mawlid
De son appellation complète al-Mawlid al-nabawi , littéralement « la naissance du prophète » , cette fête commémore la naissance de Mahomet, prophète de l'islam, généralement célébrée le 12 Rabi-el-aouel dans les pays musulmans.

### Achoura (Évènement)
Achoura (عاشوراء) est le nom du dixième jour du mois de Muharram dans le calendrier hégirien. Ce jour a une signification différente selon les différentes branches de l'islam. Les chiites font mémoire de ce jour de la bataille de Kerbala, en l’an 680, pendant laquelle Al-Hussein ibn Ali fut tué. Pour les alévites, l’Achoura n’est pas un jour de commémoration comme pour les chiites, mais une fête qui a lieu après douze ou treize jours de jeûne. Pour les sunnites enfin, l’Achoura est un jour de jeûne, mais non obligatoire. Ce jour est pour eux en relation directe avec le salut de Moïse lors de sa fuite d'Égypte. L’Achoura est donc un jour de joie et d’action de grâce. Mahomet a recommandé, pour se différencier des gens du livre, de jeûner le 9e et le 10e jour de Mouharam, ou alors de jeûner le 10e et le 11e jour, au choix.

### Laylat al Miraj (Voyage nocturne de Mahomet)
De nombreux musulmans commémorent le voyage nocturne de Mahomet (en arabe : ليلة الإسراء, lailatu ʾl-isrāʾ) le 27e jour du mois de Radjab. Lors de ce voyage nocturne, Mahomet aurait été transporté par l’ange Gabriel entre Jérusalem et La Mecque, comme l’indiquent les premiers versets de la sourate 17.

### Laylat ul Bara'ah (Évènement)
Durant cette fête (en arabe : (ليلة البراءة)), appelée aussi Laylat al Baraat, les musulmans prient toute la nuit pour se faire pardonner leurs péchés de l'année précédente. Pendant ces prières à Allah, certains musulmans jeûnent. Dans certains pays musulmans, il est d'usage de visiter les tombes des défunts et de faire des aumônes.

## Calendrier[6]
| Fête             | 2010         | 2011        | 2012        | 2013        | 2020       | 2021       | 2022      | 2023         | 2024 |
| ---------------- | ------------ | ----------- | ----------- | ----------- | ---------- | ---------- | --------- | ------------ | ---- |
| Jour de l'an     | 7 décembre   | 26 novembre | 15 novembre | 4 novembre  | 20 août    | 10 août    |           |              |      |
| Achoura          | 15 décembre  | 5 décembre  | 24 novembre | 13 novembre | 28 août    | 18 août    | 8 août    | 28 juillet   |      |
| Mawlid al-rasoul | 26 février   | 15 février  | 4 février   | 24 janvier  | 29 octobre | 19 octobre | 8 octobre | 27 septembre |      |
| Lailat al Miraj  | 9 juillet    | 29 juin     | 17 juin     | 6 juin      | 21 mars    | 11 mars    |           |              |      |
| Lailat al Barat  | 27 juillet   | 16 juillet  | 5 juillet   | 24 juin     | 8 avril    | 28 mars    |           |              |      |
| Ramadan          | 11 août      | 1er août    | 20 juillet  | 10 juillet  | 13 avril   | 2 avril    |           |              |      |
| Lailat al Qadr   |              |             |             |             | 9 mai      | 8 mai      |           |              |      |
| Aïd el-Fitr      | 10 septembre | 30 août     | 19 août     | 8 août      | 13 mai     | 2 mai      |           | 21 avril     |      |
| Aïd al-Kebir     | 17 novembre  | 6 novembre  | 26 octobre  | 15 octobre  | 20 juillet | 23 juillet |           |              |      |